# Prix Alley
Les prix Alley (anglais : Alley Awards) étaient des prix de bande dessinée remis de 1962 à 1970 par l'Academy of Comic-Book Fans and Collectors (en), première organisation américaine d'amateurs de bande dessinée.

## Lauréats
Les catégories ayant changé chaque année ou presque, les lauréats sont présentés par année et non par récompense, comme pour les autres prix de bande dessinée.

### 1962
Prix remis en 1962 pour des œuvres parues en 1961.
- Meilleur comic book régulier[2] : Justice League of America (DC Comics)
- Meilleur héros ou héroïne d'aventure disposant de son propre comic book[3] : Green Lantern (DC Comics)
- Meilleur héros ou héroïne d'aventure ne disposant pas de son propre comic book[4] : Hawkman (DC Comics)
- Meilleur personnage secondaire[5] : The Elongated Man (DC Comics)
- Meilleure couverture[6] : Carmine Infantino, The Flash n°123 : « Flash of Two Worlds » (DC Comics)
- Meilleur numéro[7] : Gardner Fox et Carmine Infantino, The Flash n°123 : « Flash of Two Worlds » (DC Comics)
- Meilleur dessinateur (dessin ou encrage)[8] : Carmine Infantino
- Meilleure histoire[9] : Gardner Fox et Carmine Infantino, The Flash n°123 : « Flash of Two Worlds » (DC Comics)
- Meilleur groupe de super-héros d'aventure[10] : Ligue de justice d'Amérique (DC Comics)
- Héros ou héroïne le plus digne d'être réactivé[11] : Spectre (DC Comics)
- Pire comic book actuellement publié[12] : Wonder Woman (DC Comics)

### 1963
Prix remis en 1963 pour des œuvres parues en 1962.
- Meilleur comic book de l'année[13] : Fantastic Four (Marvel Comics)
- Meilleur éditeur d'un ensemble de comics[14] : Julius Schwartz (DC Comics)
- Meilleur scénariste[15] : Gardner Fox
- Meilleur dessinateur[16] : Carmine Infantino
- Meilleur encreur[17] : Murphy Anderson
- Meilleur héros[18] : Hawkman (DC Comics)
- Meilleur groupe de héros[19] : Les Quatre Fantastiques (Marvel Comics)
- Meilleur super-méchant[20] : Sub-Mariner (Les Quatre Fantastiques) (Marvel Comics)
- Meilleur personnage secondaire[5] : Lea Chose (Les Quatre Fantastiques) (Marvel Comics)
- Meilleure histoire courte[21] : Stan Lee et Steve Ditko, « Origin of Spider-Man », dans Amazing Fantasy n°15 (Marvel Comics)
- Meilleure histoire complète[22] : Gardner Fox & Carmine Infantino, « The Planet that Came to a Standstill », dans Mystery in Space (en) n°75 (DC Comics)
- Meilleure couverture d'un comic book[23] : Joe Kubert, The Brave and the Bold n°42 (DC Comics)
- Comics requérant le plus d'améliorations[24] : Batman (DC Comics)
- Héros ou héroïne le plus digne d'être réactivé[11] : Spectre (DC Comics)

Catégorie « amateur » (Division « ama ») :
- Meilleur fanzine de 1961/62[25] : Alter-Ego, dirigé par Jerry Bails et Roy Thomas
- Meilleur projet spécial[26] : Jerry Bails, Index to All Star Comics
- Meilleur article[27] : Jerry Bails, « The Light of Green Lantern »
- Meilleure chronique régulière[28] : Biljo White, « Profiles on Collector »
- Meilleur strip : Roy Thomas, Bestest League of America
- Meilleure fiction : Roy Thomas, The Reincarnation of The Spectre

### 1964
Prix remis en 1964 pour des œuvres parues en 1963.
Catégories pro (Pro Categories) :
- Meilleur éditeur[29] : Stan Lee (Marvel Comics)
- Meilleur scénariste[30] : Stan Lee
- Meilleur dessinateur[31] : Carmine Infantino

Catégories « Meilleurs comics » (Best Comics Categories) :
- Super-héros[32] : The Amazing Spider-Man (Marvel Comics)
- Fantasy générale[33] : Strange Adventures (DC Comics)
- Fiction quelconque[34] : Sgt. Fury and his Howling Commandos (Marvel Comics)
- Humour[35] : Uncle Scrooge (Western Publishing)
- Histoire courte préférée[36] : Stan Lee & Jack Kirby, « "The Human Torch Meets Captain America », dans Strange Tales n°114 (Marvel Comics)
- Annuel préféré[37] : Fantastic Four Annual n°1 (Marvel Comics)
- Roman préféré[38] : Gardner Fox et Mike Sekowsky, « Crisis on Earths », dans Justice League of America n°21-22 (DC Comics)
- Meilleur héros[39] : Spider-Man (Marvel Comics)
- Meilleur groupe[40] : Les Quatre Fantastiques (Marvel Comics)
- Meilleur personnage secondaire[41] : La Chose (Les Quatre Fantastiques) (Marvel Comics)
- Meilleur super-méchant[42] : Sub-Mariner (Les Quatre Fantastiques) (Marvel Comics)
- Série dont la reprise est la plus désirée[43] : Doctor Fate (DC Comics)

Division amateure (Amateur Division) :
- Meilleur article[27] : Hal Lynch & Vern Coriell, « Minute Movies », dans Comic Art n°4
- Meilleur strip illustré[44] : Drury Moroz & Ron Foss, « The Eclipse », dans Alter-Ego n°5
- Meilleure fiction publiée dans un fanzine[45] : John Wright, « The Black Panther », dans Komix n°2
- Meilleure illustration de couverture[46] : Buddy Saunders (en), Star-Studded Comics n°2
- Meilleur projet de fan[47] : Howard Keltner et Jerry Bails, Authoritative Index to DC Comics
- Meilleur fan dessinateur[48] : Ron Foss
- Meilleur fan scénariste[49] : Jerry Bails
- Meilleur fanzine de bande dessinée[50] : Jerry Bails (dir.), The Comic Reader n°15-20

Catégories libres (Write-in Categories) :
- Série qui devrait être améliorée[51] : Ligue de justice d'Amérique (DC Comics)
- Crossover de héros DC pour The Brave and the Bold[52] : Hawkman et Flash (DC Comics)
- Dessinateur de Sea Devils (en) favori[53] : Joe Kubert (DC Comics)
- Dessinateur de Justice League of America favori[54] : Murphy Anderson (DC Comics)
- Comics proposant les meilleurs couleurs intérieures[55] : Mystery in Space (en) (DC Comics)

### 1965
Prix remis en 1965 pour des œuvres parues en 1964.
Catégories pro (Pro Categories) :
- Meilleur comic book de super-héros[56] : The Amazing Spider-Man (Marvel Comics)
- Meilleur comic book de fantasy à périodicité régulière[57] : Forbidden Worlds (en) (American Comics Group)
- Meilleur comic book humoristique[58] : Herbie (en) (American Comics Group)
- Meilleur titre de fiction divers[59] : Sgt. Fury and his Howling Commandos (Marvel Comics)
- Meilleur éditeur[29] : Stan Lee (Marvel Comics)
- Meilleur scénariste[30] : Stan Lee
- Meilleur dessinateur[16] : Carmine Infantino
- Meilleur encreur[60] : Murphy Anderson
- Meilleure couverture de comic book[61] : Carmine Infantino (dessin) et Murphy Anderson (encrage), Detective Comics n°329 (DC Comics)
- Meilleure histoire courte[21] : John Broome & Carmine Infantino, « Doorway to the Unknown », dans The Flash n°148 (DC Comics)
- Meilleur roman[62] : Stan Lee et Jack Kirby, « Captain America Joins the Avengers », dans The Avengers n°4 (Marvel Comics)
- Meilleur comic géant[63] : The Amazing Spider-Man Annual #1 (Marvel Comics)
- Comic présentant régulièrement les meilleurs travaux en couleur[64] : Magnus, Robot Fighter (Gold Key Comics)
- Pire comic régulière publié[65] : Wonder Woman (DC Comics)
- Meilleur héros[18] : Spider-Man (Marvel Comics)
- Meilleur personnage secondaire[5] : La Chose (Les Quatre Fantastiques) (Marvel Comics)
- Meilleur super-méchant[20] : Docteur Fatalis (Les Quatre Fantastiques) (Marvel Comics)
- Meilleur groupe de personnages[66] : Les Quatre Fantastiques (Marvel Comics)
- Meilleur nouveau strip ou comic book[67] : Stan Lee et Jack Kirby, Captain America, dans Tales of Suspense (Marvel Comics)
- Strip dont la reprise est la plus attendue[68] : The Spectre (DC Comics)

Catégories fan (Fan Categories) :
- Meilleur article de fanzine[69] (ex æquo) : Rick Weingroff, « Lee » et Roy Thomas, « One Man's Family »
- Meilleure rubrique régulière de fanzine[70] : Bob Jennings, « Information Center »
- Meilleur comic strip de fan[71] : Eando Binder, Bill Spicer et D. Bruce Berry, Adam Link (en)
- Meilleure couverture imitant une série connue[72] : Biljo White, Batmania n°1
- Meilleure couverture (autre reproduction)[73] : Biljo White, Alter-Ego n°7
- Meilleure fanfiction[74] : Victor Baron, « Nemesis of Evil »
- Meilleur projet de fan[47] : Jerry Bails et Larry Lattanzi, Who's Who et Supplement
- Meilleure fanzine[75] : Roy Thomas, Alter-Ego n°7

### 1966
Prix remis en 1966 pour des œuvres parues en 1965.
Catégories pro (Pro Categories) :
- Meilleur comic book de super-héros[56] : The Amazing Spider-Man (Marvel Comics)
- Meilleur comic book de fantasy à périodicité régulière[57] : Strange Adventures (DC Comics)
- Meilleur comic book humoristique[76] : Herbie (American Comics Group)
- Meilleur titre de fiction divers[59] : Sgt. Fury and his Howling Commandos (Marvel Comics)
- Meilleur éditeur[29] : Stan Lee (Marvel Comics)
- Meilleur scénariste[30] : Stan Lee
- Meilleur dessinateur[16] : Wally Wood
- Meilleur encreur[60] : Murphy Anderson
- Meilleure couverture de comic book[61] : Murphy Anderson, The Brave and the Bold n°61 (DC Comics)
- Meilleure histoire courte[21] : Stan Lee et Jack Kirby, « The Origin of the Red Skull », dans Tales of Suspense n°66 (Marvel Comics)
- Meilleur comic géant[63] : Len Brown (en), Wally Wood, Reed Crandall, Gil Kane, George Tuska et Mike Sekowsky, T.H.U.N.D.E.R. Agents n°1 (Tower Comics)
- Meilleur roman[62] : Gardner Fox et Murphy Anderson, « Solomon Grundy Goes on a Rampage », dans Showcase n°55, (DC Comics)
- Comic présentant régulièrement les meilleurs travaux en couleur[64] : Magnus, Robot Fighter (Gold Key Comics)
- Comic ayant le plus besoin d'amélioration[77] : Blue Beetle (Charlton Comics)
- Meilleur héros[18] : Spider-Man (Marvel Comics)
- Meilleur personnage secondaire[5] : La Chose (Les Quatre Fantastiques) (Marvel Comics)
- Meilleur super-méchant[20] : Docteur Fatalis (Les Quatre Fantastiques) (Marvel Comics)
- Meilleur groupe[78] : Les Quatre Fantastiques (Marvel Comics)
- Meilleur nouveau strip ou comic book[67] : Len Brown et Wally Wood, T.H.U.N.D.E.R. Agents (Tower Comics)
- Meilleur héros repris[79] : Doctor Fate (DC Comics)
- Comic strip ou comic book dont la reprise est la plus désirée[80] : La Société de justice d'Amérique (DC Comics)

Catégories fan (Fan Categories) :
- Meilleur article[27] : John Ryan, « With Comics Down Under »
- Meilleure rubrique régulière[81] : Glen Johnson et Derrill Rothermich, « On the Drawing Board »
- Meilleur comic strip de fan[71] : « The End of Bukawai », dans Fantasy Illustrated n°3
- Meilleure couverture imitant une série connue[72] : Biljo White, Batmania n°5
- Meilleure couverture (autre reproduction) [73] :Alter-Ego #8, by Biljo White (4.57 points)
- Meilleure fanfiction[74] : George R. R. Martin, « Powerman vs. the Blue Barrier »
- Meilleur projet de fan[47] : Le festival de bande dessinée de New York (New York Comicon), organisé par Dave Kaler
- Meilleure fanzine[75] : Roy Thomas, Alter-Ego n°8

### 1967
Prix remis en 1967 pour des œuvres parues en 1966. Divisés en quatre « sections ».
Meilleur magazine de bande dessinée (Best Comic Magazine)
- Meilleur comic book d'aventure dont le personnage principal figure dans le titre[82] : The Amazing Spider-Man (Marvel Comics)
- Meilleur titre mêlant les genres[83] : Tales of Suspense (Marvel Comics)
- Meilleur titre consacré à un groupe de super-héros[84] : Fantastic Four (Marvel Comics)
- Meilleur titre d'aventure consacré à un groupe normal[85] : M.A.R.S. Patrol Total War (en) (Gold Key Comics)
- Meilleur titre fantasy/SF/supernaturel[86] : Strange Adventures (DC Comics)
- Meilleur titre western[87] : Kid Colt, Outlaw (Marvel Comics)
- Meilleur titre de guerre[88] : Sgt. Fury and his Howling Commandos (Marvel Comics)
- Meilleur titre humoristique pour adolescents[89] : Archie (en) (Archie Comics)
- Meilleur titre humoristique costumé[90] : Inferior Five (en) (DC Comics)
- Meilleur titre humoristique pour enfants[91] : Uncle Scrooge (Western Publishing)
- Meilleur titre ne contenant que des rééditions[92] : The Spirit (Harvey Comics)
- Meilleur titre associant matériel inédit et rééditions[93] : Fantastic Four Annual (Marvel Comics)

Meilleurs travaux professionnels (Best Professional Work)
- Meilleur éditeur[29] : Stan Lee (Marvel Comics)
- Meilleur scénariste[30] : Stan Lee
- Meilleur dessin[94] : Al Williamson
- Meilleure encrage[95] : Wally Wood
- Meilleure couverture[6] : Al Williamson, Flash Gordon n°1 (King Comics)
- Meilleure colorisation[96] : Flash Gordon (King Comics)
- Meilleur histoire longue[97] : Stan Lee et John Romita, Sr., « How Green was My Goblin », dans The Amazing Spider-Man n°39 (Marvel Comics)
- Meilleure histoire complète[98] : Al Williamson, « Return to Mongo », dans Flash Gordon n°1 (King Comics)
- Meilleure série complémentaire[99] : Stan Lee et Jack Kirby, « Tales of Asgard », dans The Mighty Thor (Marvel Comics)

Comic strip (Newspaper Strip)
- Meilleur strip d'aventure[100] : The Phantom, de Lee Falk
- Meilleur strip s'intéressant à l'humain[101] : On Stage, de Leonard Starr
- Meilleur strip humoristique[102] : Peanuts, de Charles Schulz
- Meilleure série de dessins d'humour[103] : Dennis the Menace, de Hank Ketcham
- Meilleur strip divers[104] : Feiffer, de Jules Feiffer
- Prix du temple de la renommée[105] : Flash Gordon, d'Alex Raymond
- Prix du plus grand comic strip de tous les temps[106] : Flash Gordon, d'Alex Raymond

Activités des fans (Fan Activity)
- Meilleur fanzine composé uniquement d'articles[107] : Batmania and TNT/Slam-Bang (ex æquo)
- Meilleur fanzine composé uniquement de bandes dessinées[108] : Odd
- Meilleur fanzine composé uniquement de fictions[109] : Batwing
- Meilleur fanzine d'articles et bande dessinée[110] : Fantasy Illustrated
- Meilleur fanzine de fiction et bande dessinée[111] : Comic Art, de Don et Maggie Thompson
- Meilleur fanzine d'article et fiction[112] : non décerné
- Meilleur one-shot publié par un fan[113] : Rééditions du Spirit par Ed Aprill
- Meilleur article sur le comic book[114] : « Quality Comics Group »
- Meilleur article sur le comic strip[115] : « Pride of the Navy »
- Meilleur rubrique de fan[116] : Dave Kaler, What's News
- Meilleure fanfiction[74] : « White Dragon Strikes »
- Meilleur comic strip de fan[71] : Richard « Grass » Green, Xal-Kor
- Meilleur fan dessinateur[48] : Richard « Grass » Green
- Meilleur scénariste de comic strip[117] : Richard « Grass » Green
- Meilleur projet de fan[47] : Rééditions d'Ed Aprill
- Meilleure newsletter[118] : Dateline: Comicdom

### 1968
Prix remis en 1968 pour des œuvres parues en 1967. Divisés en cinq « sections ».
Meilleur magazine de bande dessinée (Best Comic Magazine) 
- Meilleur comic book d'aventure dont le personnage principal figure dans le titre[82] : The Amazing Spider-Man (Marvel Comics)
- Meilleur titre réaliste de super-héros avec un ou plusieurs personnages ayant chacun leur propre histoire[119] : Strange Tales (Marvel Comics)
- Meilleur titre consacré à un groupe de super-héros[84] : Fantastic Four (Marvel Comics)
- Meilleur titre consacré à un groupe sans super-pouvoirs[120] : Challengers of the Unknown (DC Comics)
- Meilleur titre fantasy/SF/supernaturel[86] : The Many Ghosts of Doctor Graves (Charlton Comics)
- Meilleur titre western[87] : Ghost Rider (Marvel Comics)
- Meilleur titre de guerre[88] : Sgt. Fury and his Howling Commandos (Marvel Comics)
- Meilleur titre humoristique pour adolescents[89] : Archie (en) (Archie Comics)
- Meilleur titre humoristique costumé[90] : Not Brand Echh (Marvel Comics)
- Meilleur titre humoristique pour enfants[91] : Uncle Scrooge (Western Publishing)
- Meilleur titre ne contenant que des rééditions[92] : Fantasy Masterpieces (Marvel Comics)
- Meilleur titre associant matériel inédit et rééditions[93] : Marvel Super-Heroes (Marvel Comics)

Meilleurs travaux professionnels (Best Professional Work) 
- Meilleur éditeur[29] : Stan Lee (Marvel Comics)
- Meilleur scénariste[30] : Stan Lee
- Meilleur dessinateur[16] : Jack Kirby
- Meilleur encreur[121] : Joe Sinnott
- Meilleure couverture[6] : Neal Adams, Strange Adventures n°207 (DC Comics)
- Meilleure colorisation[96] : Magnus, Robot Fighter (Gold Key Comics)
- Meilleur histoire longue[97] : Arnold Drake et Carmine Infantino, « Who's Been Lying in My Grave? », dans Strange Adventures n°205 (DC Comics)
- Meilleure histoire complète[98] : Archie Goodwin et Al Williamson, « Lost Continent of Mongo », dans Flash Gordon #4 (King Comics)
- Meilleure série complémentaire[99] : Tales of Asgard et Tales of the Inhumans, toutes deux de Stan Lee et Jack Kirby, dans The Mighty Thor (Marvel Comics)
- Temple de la renommée[122] :Le Spirit, de Will Eisner

Vote public (Popularity Poll )
- Meilleur héros costumé ou doté de pouvoirs[123] : Spider-Man (Marvel Comics)
- Meilleur héros d'aventure normale[124] : Nick Fury, Agent of S.H.I.E.L.D. (Marvel Comics)
- Meilleur groupe doté de super-pouvoirs[125] : Les Quatre Fantastiques (Marvel Comics)
- Meilleur groupe d'aventure normale[126] : Challengers of the Unknown (DC Comics)
- Meilleur personnage secondaire normal masculin[127] : J. Jonah Jameson (The Amazing Spider-Man) (Marvel Comics)
- Meilleur personnage secondaire normal féminin[128] : Mary Jane Watson (The Amazing Spider-Man) (Marvel Comics)
- Meilleur super-méchant[20] : Doctor Doom (Les Quatre Fantastiques) (Marvel Comics)
- Meilleure nouvelle série[129] : « Deadman », d'Arnold Drake et Carmine Infantino, dans Strange Adventures (DC Comics)
- Meilleure série relancée[130] : Blue Beetle (Charlton Comics)
- Meilleure série nécessitant le plus d'améliorations[131] : Batman (DC Comics)
- Meilleure série dont la reprise est la plus attendue[68] : Adam Strange (DC Comics)

Comic strip (Newspaper Strip)
- Meilleur strip d'aventure[100] : Prince Vaillant, de Hal Foster
- Meilleur strip s'intéressant à l'humain[101] : On Stage, de Leonard Starr
- Meilleur strip humoristique[102] : Peanuts, de Charles Schulz
- Meilleure série de dessins d'humour[103] : Denis la Malice, de Hank Ketcham
- Meilleur strip divers[104] : Ripley's Believe It or Not!
- Prix du temple de la renommée[105] : Flash Gordon, d'Alex Raymond

Activités des fans (Fan Activity)
- Meilleur fanzine composé uniquement d'articles[107] : (tie) Batmania and Gosh Wow
- Meilleur fanzine composé uniquement de bandes dessinées[132] : Star-Studded Comics
- Meilleur fanzine composé uniquement de fictions[109] : Stories of Suspense
- Meilleur fanzine d'articles et de bandes dessinées[133] : Fantasy Illustrated
- Meilleur fanzine de fictions et de bandes dessinées[134] : Star-Studded Comics
- Meilleur fanzine d'articles et de fictions[112] (ex æquo) : Gosh Wow et Huh!
- Meilleur one-shot publié par un fan[113] : Fandom Annual
- Meilleur article sur le comic book[114] : « Blue Bolt and Gang » (Gosh Wow #1)
- Meilleur article sur le comic strip[115] : « Gully Foyle » (Star-Studded Comics #11)
- Meilleur rubrique de fan[116] : « What's News », by Dave Kaler
- Meilleure fanfiction[74] : « Nightwalker », by Larry Brody (Gosh Wow #1)
- Meilleur comic strip de fan[71] :« Xal-Kor », by Richard « Grass » Green
- Meilleur fan dessinateur[48] :George Metzger
- Meilleur scénariste de comic strip[117] : Larry Herndon
- Meilleur projet de fan[47] : 1967 South-Western Con
- Meilleure newsletter[118] : On the Drawing Board, by Bob Schoenfeld

### 1969
Prix remis en 1969 pour des œuvres parues en 1968. Divisés en cinq « sections ».
Meilleur magazine de bande dessinée (Best Comic Magazine) 
- Lauréat du meilleur titre d'aventure[135] : Fantastic Four, devant The Amazing Spider-Man (Marvel Comics)
- Meilleur titre fantasy/SF/supernaturel[86] : Doctor Strange (Marvel Comics)
- Meilleur titre western[87] : Bat Lash (Dc Comics)
- Meilleur titre de guerre[88] : Sgt. Fury and his Howling Commandos (Marvel Comics)
- Meilleur titre humoristique[136] : Not Brand Ecch (Marvel Comics)
- Meilleur titre sentimental[137] : Millie the Model (Marvel Comics)
- Meilleur titre de rééditions[138] : Marvel Super-Heroes (Marvel Comics)

Meilleurs travaux professionnels (Best Professional Work) 
- Meilleur éditeur[29] : Stan Lee
- Meilleur scénariste[30] : Stan Lee, devant Roy Thomas
- Meilleur dessinateur[16] : Jim Steranko, devant Jack Kirby
- Meilleur encreur[60] : Joe Sinnott, devant Wally Wood
- Meilleure couverture[6] : Jim Steranko, Nick Fury, Agent of S.H.I.E.L.D. n°6 (Marvel Comics)
- Meilleur histoire longue[97] : (ex æquo)
  - Bob Haney et Neal Adams, « Track of the Hook », dans The Brave and the Bold n°79 (DC Comics)
  - Stan Lee et John Buscema, « Origin of the Silver Surfer », dans The Silver Surfer n°1 (Marvel Comics)
- Meilleure histoire complète[98] : Jim Steranko, « Today Earth Died », dans Strange Tales #168 (Marvel Comics)
- Meilleure série complémentaire[99] : Stan Lee et Jack Kirby, « Tales of the Inhumans », dans The Mighty Thor(Marvel Comics)
- Temple de la renommée[122] : (ex æquo)
  - Fantastic Four, de Stan Lee et Jack Kirby (Marvel Comics)
  - Nick Fury, Agent of S.H.I.E.L.D. de Jim Steranko (Marvel Comics)

Vote public (Popularity Poll )
- Meilleure série héroïque d'aventure[139] : The Amazing Spider-Man (Marvel Comics)
- Meilleure série d'aventure de groupe[140] : Fantastic Four (Marvel Comics)
- Meilleur personnage secondaire[5] : J. Jonah Jameson (The Amazing Spider-Man) (Marvel Comics)
- Meilleur super-méchant[20] : Doctor Doom (Les Quatre Fantastiques) (Marvel Comics)
- Meilleure nouvelle série[129] : The Silver Surfer, de Stan Lee et John Buscema (Marvel Comics)
- Meilleure série nécessitant le plus d'améliorations[131] : X-Men (Marvel Comics)
- Meilleure série dont la reprise est la plus attendue[68] : Adam Strange (DC Comics)

Comic strip (Newspaper Strip)
- Meilleur strip d'aventure[100] : Prince Valiant, by Hal Foster
- Meilleur strip s'intéressant à l'humain[101] : On Stage, de Leonard Starr
- Meilleur strip humoristique[102] : Peanuts, by Charles Schulz
- eilleure série de dessins d'humour[103] : Dennis the Menace, by Hank Ketcham
- Meilleur strip divers[104] : Feiffer, by Jules Feiffer
- Temple de la renommée[122] : Peanuts, by Charles Schulz

Activités des fans (Fan Activity)
- Meilleur fanzine à production limitée[141] : Concussion
- Meilleur fanzine à production non limitée[142] : Graphic Story Magazine
- Meilleur fan dessinateur[48] :John Fantucchio
- Meilleur scénariste de comic strip[117] : Larry Herndon
- Meilleur projet de fan[47] : The Alley Awards

### 1970
Prix remis en 1970 pour des œuvres parues en 1969. Divisés en sept « sections ».
Meilleur magazine de bande dessinée (Best Comic Magazine)
- Lauréat du meilleur titre d'aventure[135] : Fantastic Four (Marvel Comics)
- Meilleur titre fantasy/SF/supernaturel[86] : Doctor Strange (Marvel Comics)
- Meilleur titre western[87] : Bat Lash (DC Comics)
- Meilleur titre de guerre[88] :Star Spangled War Stories (DC Comics)
- Meilleur titre humoristique[136] : Archie (Archie Comics)
- Meilleur titre sentimental[137] : Young Love (DC Comics)
- Meilleur titre de rééditions[138] : Marvel Super-Heroes (Marvel Comics)

Meilleurs travaux professionnels (Best Professional Work) 
- Meilleur éditeur[29] : Dick Giordano (DC Comics)
- Meilleur scénariste[30] : Roy Thomas
- Meilleur dessinateur[16] : Neal Adams
- Meilleur encreur[60] : Tom Palmer
- Meilleure couverture[6] : Jim Steranko, Captain America n°113
- Meilleur histoire longue[97] : Stan Lee, John Buscema et Sal Buscema, « ...And Who Shall Mourn for Him? », The Silver Surfer n°5 (Marvel Comics)
- Meilleure histoire complète[98] : Jim Steranko, « At the Stroke of Midnight », dans Tower of Shadows n°1 (Marvel Comics)
- Temple de la renommée[122] : Deadman, de Neal Adams (DC Comics)

Prix spéciaux (Special Awards)
- Carmine Infantino, « qui illustre l'esprit novateur et l'inventivité du domaine de la bande dessinée[143] ».
- Joe Kubert, « pour les techniques narratives cinématographiques et le passionnant style dramatique qu'il a apporté au domaine de la bande dessinée[144] ».
- Neal Adams, « pour les nouvelles approches et la vitalité dynamique qu'il a apportés au domaine de la bande dessinée[145] ».

Vote public (Popularity Poll )
- Meilleure série héroïque d'aventure[139] : Spider-Man (Marvel Comics)
- Meilleure série d'aventure de groupe[140] : Les Quatre Fantastiques (Marvel Comics)
- Meilleur personnage secondaire[5] : Rick Jones (Hulk, Les Vengeurs et Captain America) (Marvel Comics)
- Meilleur super-méchant[20] : Docteur Fatalis (Les Quatre Fantastiques) (Marvel Comics)
- Meilleure série nécessitant le plus d'améliorations[131] : Superman (DC Comics)

Comic strip (Newspaper Strip)
- Meilleur strip d'aventure ou s'intéressant à l'humain[146] : Prince Vaillant, de Hal Foster
- Meilleur strip ou dessin humoristique[147] : Peanuts, de Charles Schulz
- Temple de la renommée : Tarzan, de Burne Hogarth

Activités des fans (Fan Activity)
- Meilleur fanzine à production limitée[141] : Newfangles de Don et Maggie Thompson
- Meilleur fanzine à production non limitée[142] : The Comic Reader
- Meilleur fan dessinateur[48] : John Fantucchio
- Meilleur scénariste de comic strip[117] : Mark Hanerfeld
- Meilleur projet de fan[47] : Comic Art Convention de New York 1969